# Arnaud Monkam
Arnaud Monkam (Douala, 22 febbraio 1994) è un calciatore camerunese, centrocampista del Bamboutos.

## Carriera

### Club
Monkam iniziò la carriera con la maglia del Kadji Sports Academy, per poi passare ai norvegesi del Brann. Si legò al club a gennaio 2006 ma la Norges Fotballforbund cancellò il trasferimento a causa dei nuovi regolamenti vigenti in Norvegia, a seguito della vicenda di Mikel John Obi tra Lyn Oslo, Manchester United e Chelsea. Il nuovo regolamento prevedeva che, per giocare in Europa, il calciatore dovesse aver giocato almeno un incontro per la Nazionale del suo paese oppure nella massima competizione continentale per club.
La federazione, successivamente, concesse però il trasferimento. Debuttò nella Tippeligaen il 5 novembre 2006, sostituendo Erik Huseklepp nella sconfitta per 5-0 con il Viking.
L'anno successivo, fu ceduto in prestito al Løv-Ham, in Adeccoligaen. Esordì in squadra il 9 aprile 2007, nel successo per 2-1 sul Bryne. Il 20 giugno segnò la prima rete, nel 4-0 inflitto al Bodø/Glimt. Il trasferimento di Monkam divenne poi a titolo definitivo.
Nel 2009, il calciatore tornò in patria, per giocare nel Cotonsport Garoua.

## Palmarès

### Club

#### Competizioni nazionali
- Campionato camerunese: 2

Cotonsport Garoua: 2010, 2011
- Coppa del Camerun: 1

Cotonsport Garoua: 2011